# Je suis un fugitif
Pour plus de détails, voir Fiche technique et Distribution.
Je suis un fugitif (titre original : They Made Me a Fugitive) est un film britannique réalisé par Alberto Cavalcanti, sorti en 1947.

## Synopsis
Clem Morgan, un ancien pilote de la RAF plutôt cynique, lassé de la vie civile, se joint à un gang spécialisé dans le vol avec effraction. Lors de son premier coup, la voiture avec laquelle les bandits devaient prendre la fuite est accidentée et cause la mort d'un policier. On fait porter le chapeau à Morgan qui est pris pour le chauffeur et est envoyé en prison. Dès lors, il cherche à se venger. Il parvient à s'évader et part pour Londres. En chemin, il reçoit l'aide d'une femme, Mrs. Fenshaw, qui voudrait qu'il assassine son mari. À Londres, Morgan trouve une planque chez Sally, qui s'entiche de lui.

## Fiche technique
- Titre : Je suis un fugitif
- Titre original : They Made Me a Fugitive
- Réalisation : Alberto Cavalcanti (crédité Cavalcanti), assisté de Guy Hamilton (non crédité)
- Scénario : Noel Langley, d'après le roman de Jackson Budd, A Convict Has Escaped
- Musique : Marius-François Gaillard, interprétée par le London Symphony Orchestra dirigé par John Hollingsworth
- Décors : Andrew Mazzei
- Costumes : Dorothy Sinclair
- Photographie : Otto Heller (premier assistant opérateur, non crédité : Walter Lassally)
- Son : George Burgess
- Montage : Margery Saunders et, non crédité : Terence Fisher
- Production : Nat A. Bronsten, James A. Carter et Noel Langley, pour A.R. Shipman Productions et Alliance Films Corporation
- Pays de production : Royaume-Uni
- Langue :anglais
- Format : noir et blanc - 1,37:1 -  mono
- Genre : thriller
- Durée : 99 minutes (USA : 78 minutes)
- Dates de sortie :
  - Royaume-Uni : 24 juin 1947 (Londres)
  - États-Unis : 6 mars 1948
  - France : 10 septembre 1948

## Distribution
- Sally Gray : Sally Connor
- Trevor Howard : George Clement Morgan dit Clem
- Griffith Jones : Narcissus dit Narcy
- Rene Ray : Cora
- Mary Merrall : Aggie
- Charles Farrell : Curley
- Michael Brennan : Jim
- Jack McNaughton : Soapy
- Cyril Smith : Bert
- John Penrose : Shawney
- Maurice Denham : Fenshaw, le mari alccolique de Mrs. Fenshaw
- Vida Hope : Mrs. Fenwhaw
- Peter Bull : Fidgity Phil
- Sebastian Cabot : le propriétaire du club
- Sam Kydd : Eddie